# 王朴 (明)
王 朴（おう ぼく、生没年不詳）は、明代の官僚。もとの名は権。本貫は同州。

## 生涯
洪武18年（1385年）、進士に及第した。吏科給事中に任じられ、諫言して洪武帝の意に逆らったため、罷免された。まもなく御史として再び起用された。時事千余言を述べた。その性格は剛直で、たびたび洪武帝と是非を議論し、譲ることがなかった。ある日、王朴は洪武帝と強く争った。洪武帝は怒り、死刑に処すよう命じた。王朴は処刑場となる市まで連行されてから召還され、「おまえはそれを改めないのか」と洪武帝に諭されたが、王朴は「陛下は臣を不肖の身ながら、御史の官に抜擢なさいました。どうしてここまで侮辱なさいますのか。臣に罪がないとするなら、どうして処刑できましょうか。罪があるとするなら、またどうして生かして任用できましょうか。臣は今日すみやかに死ぬことを願うのみです」と答えた。洪武帝は激怒し、再び死刑に処すよう命じた。王朴が連行されて史館の前を通りかかると、大呼して「学士劉三吾これを記せ。某年月日、皇帝罪なくして御史朴を殺す」といった。こうして刑死した。洪武帝は『大誥』を編纂すると、王朴に誹謗の罪があったとしつつも、その名を列した。